# Лебедське (Республіка Алтай)
Лебедське (рос. Лебедское) — село Турочацького району, Республіка Алтай, Росія. Входить до складу Турочацького сільського поселення.
Населення — 3 особи (2015 рік).